# 원격대학
원격대학은 「고등교육법」에 따른 '원격대학' 또는 「평생교육법」에 따른 '원격대학형태의 평생교육시설'을 가리키는 말이다.

## 원격대학
「고등교육법」 제2조에 따른 원격대학에는 방송대학·통신대학·방송통신대학·사이버대학이 있다. 그런데 방송대학과 통신대학으로 설립된 학교는 없고, 방송통신대학으로 설립된 학교는 국립 한국방송통신대학교가 유일하다.
- 한국방송통신대학교(방송통신대학)
- 사이버대학

## 원격대학형태의 평생교육시설
「평생교육법」 제33조에 따른 원격대학형태로 설립되는 평생교육시설이다. 고등교육법에 원격대학이 추가되었지만, 교육부에선 여전히 원격대학형태의 평생교육시설을 축약하여 원격대학으로 표기한다. 대신 방송통신대학과 사이버대학을 따로 구분하여 혼동을 피하고 있다.
- 영남사이버대학교(학사과정)
- 세계사이버대학(전문학사과정)

## 같이 보기
- 사내대학
- 사이버대학
- 한국방송통신대학교
- 학교형태의 평생교육시설